# Rannapungerja (Fluss)
Der Fluss Rannapungerja (estnisch Rannapungerja jõgi) fließt im Nordosten Estlands.

## Beschreibung
Der Fluss Rannapungerja ist 52 Kilometer lang. Sein Einzugsgebiet umfasst 601 km². Seine Abflussmenge beträgt 4,9 m³/s.
Der Fluss entspringt beim Dorf Atsalama in der Landgemeinde Mäetaguse. Er mündet beim Dorf Rannapungerja in den Peipus-See (Peipsi järv).
Andere Namen des Flusses sind Roostojana jõgi (am Mittellauf) und Pungerja jõgi (am Unterlauf).